# Nguyễn Kế Sài
Nguyễn Kế Sài (Chữ Hán: 阮柯赛), tước Sài quận công, là danh tướng của triều Lê trong lịch sử Việt Nam. Vì có công trong việc trung hưng triều Lê nên Nguyễn Kế Sài được phong là Thái Bảo Thượng trụ quốc.

## Tiểu sử
Nguyễn Kế Sài húy là Xoài là con trai thứ 5 trong số 24 người con của Cương Quốc Công , mẹ là Quốc Công Phu nhân Lê Thị Ngọc Lan. Nguyễn Kế Sài lúc nhỏ sống ở Thăng Long, giỏi võ nghệ, am hiểu binh thư. Ông cùng cha và anh mình có công đưa vua Lê Thánh Tông lên ngôi, được phong Tổng binh đô tổng binh sử Thuận Hóa. 
Năm 1470 quân Chiêm cướp phá biên giới. Vua Lê Thánh Tông phong Đinh Lễ làm Đại tướng quân, phong Nguyễn Kế Sài tướng tiên phong đánh dẹp quân Chiêm Thành và đánh tới kinh đô Chiêm Thành. Tướng Nguyễn Kế Sài bắt được vua Chiêm Trà Toàn, đưa con trai của vua Trà Toàn là Trà Toại lên thay làm vua Chiêm Thành, Trà Toại mỗi năm đều phải cống nạp cho Đại Việt.  
Theo lịch sử Lào, năm 1478, một viên tướng của vua Lan Xang Xaiyna Chakhaphat bắt được một con voi trắng và nâng lên cho vua Lan Xang. Được tin, vua Đại Việt sai sứ sang xin lông voi trắng. Chao Chienglaw, thái tử Lan Xang luôn ghét Đại Việt nên thay vì tặng lông, lại sai người cho phân voi vào một chiếc rương và gửi cho vua Đại Việt. Cùng năm 1478, Cầm Công (hay Lư Cầm Công, thủ lĩnh của Bồn Man) liên kết với Lão Qua (Lan Xang) quấy nhiễu khu vực phía Tây của Đại Việt (châu Quy Hợp). 
Vua Lê Thánh Tông quyết định quân đánh Lan Xang để trả thù. Ông đích thân dân 30 vạn quân hỏi tội, lệnh cho Tổng Binh Nghệ An Nguyễn Kế Sài dẫn 10 vạn quân đánh vào trấn nam. Vua Lan Xang Xaiyna Chakhaphat chống đỡ không nổi bỏ kinh đô chạy sang Xiêm La. Thế nhưng, vua Lê Thánh Tông tiếp tục cất quân đánh sang Xiêm La. Vua xiêm La chống không nổi nên đã quy hàng làm chư hầu của Đại Việt. 
Vua Lan Xang Xaiyna Chakhaphat tiếp tục bỏ chạy sang Miến Điện. Nhân đà thắng lợi, vua Lê Thánh Tông ra lệnh Tướng quân Nguyễn Kế Sài cất quân sang Miến Điện hỏi tội, Vua Miến Điện quy hàng, vua Ai Lao bị bắt sống đem về Đại Việt. Sau đó Nguyễn Kế Sài được phong Thái Bảo Thượng Trụ Quốc Sái Quận Công. 
Cuối đời, Nguyễn Kế Sài tuổi cao nên xin vua về làm Tổng binh, trấn thủ Nghệ An và sau đó là đất Thuận Hóa. Ngoài ra, ông còn cùng anh cả là Nguyễn Sư Hồi có công chiêu dân, khai phá mở rộng diện tích và cải tạo đất đai hoang hóa nhiễm mặn ven biển của huyện Châu Phúc, phủ Đức Quang, đặc biệt là Thượng Xá - vùng đất nằm sát Cửa Lò ngày nay tại thành phố Vinh. Nguyễn Kế Sài còn có công bảo vệ biên giới phía nam Đại Việt, góp phần bảo vệ toàn vẹn lãnh thổ đất nước.

## Vợ Con
Dưới triều vua Lê Trang Tông, cụ Nguyễn Kế Sài được phong: “Thái bảo, Thượng Trụ Quốc, Sài Quận công" (vị quan đứng thứ 3 triều vua này). Vợ ngài là bà Phạm Thị Ngọc Ất, con gái của Thái bảo Phạm Quỳ, quê Thanh Hóa. Hai cụ có tổng cộng 9 người con trai.
1. Thần sách vệ úy Nguyễn Đạo Quang, nhà thờ chính tại Quỳnh Mỹ, Quỳnh Lưu, Nghệ An.
2. Thái bộc tự khanh Nguyễn Đình Quả, nhà thờ chính tại Tùng Lộc, Can Lộc, Hà Tĩnh.
3. Cẩm y vệ tả hữu điểm Nguyễn Đình Bảng, nhà thờ chính tại Phù Lưu, Thạch Hà, Hà Tĩnh.
4. Thống lĩnh hầu Nguyễn Đình Trang, nhà thờ chính tại xã Nghi Phú, TP. Vinh, Nghệ An.
5. Bá xuyên hầu Nguyễn Đình Phú, nhà thờ chính tại xã Nghi Hợp, Nghi Lộc, Nghệ An.
6. Thiếu bảo, Định quận công Nguyễn Kế Bính, nhà thờ chính tại xã Hưng Tân, Hưng Nguyên, Nghệ An.
7. Thị lang hầu Nguyễn Đình Điển, nhà thờ chính tại phường Hưng Bình, TP. Vinh, Nghệ An.
8. Quốc tự giám, giám sinh Nguyễn Đình Kính (Nguyễn Kim), nhà thờ chính tại xã Nam Kim, Nam Đàn, Nghệ An.
9. Thượng tướng quân Nguyễn Đình Soạn, nhà thờ chính tại xã Sơn Bằng, Hương Khê, Hà Tĩnh
Toàn Đại chi 5 Nguyễn Kế Sài hiện nay có tới 174 nhà thờ trung chi, tiểu chi, con cháu Nguyễn Kế Sài có hàng nghìn người được phong tước. Đây là đại chi có đông con cháu và nhiều nhà thờ nhất trong 15 đại chi của DÒNG HỌ NGUYỄN ĐÌNH.

## Đền Thờ
Ngày 19/3/2013 Nhà thờ Nguyễn Kế Sài được nhà nước việt nam công nhận là di sản văn hóa quốc gia . Tham dự buổi lễ có đại diện Bộ VH, TT&DL, lãnh đạo Sở VH, TT&DL tỉnh Nghệ An, huyện Nghi Lộc, thị xã Cửa Lò và đông đảo nhân dân, du khách thập phương và con cháu dòng họ Nguyễn Đình trong cả nước.